# Póvoa (Miranda do Douro)
Póvoa (Mirandés: Pruoba) ist eine Gemeinde (Freguesia) im portugiesischen Kreis Miranda do Douro. In ihr leben 164 Einwohner (Stand 19. April 2021).